# Landéan
Landéan (bret. Landean) – miejscowość i gmina we Francji, w regionie Bretania, w departamencie Ille-et-Vilaine.
Według danych na rok 1990 gminę zamieszkiwało 1199 osób, a gęstość zaludnienia wynosiła 44 osoby/km² (wśród 1269 gmin Bretanii Landéan plasuje się na 506. miejscu pod względem liczby ludności, natomiast pod względem powierzchni na miejscu 326.).